# بخش بوریسکی
بخش بوریسکی (به لاتین: Bureysky District) یک منطقهٔ مسکونی در روسیه است که در استان آمور واقع شده‌است.